# منزل الشعراني (إب)

تعديل مصدري - تعديل

منزل الشعراني هي إحدى قرى عزلة بني محرم بمديرية إب التابعة لمحافظة إب، بلغ تعداد سكانها 1533 نسمة حسب تعداد اليمن لعام 2004.